# Djef Djel (musikalbum)
Djef Djel är ett musikalbum av Ale Möller Band, utgivet 2007 av Bonnier Amigo Music Group. Albumet är en uppföljare på skivan Bodjal och även här blandar gruppen världs- och folkmusik.

## Låtlista
1. "Bail" – 5:34
  - "Vasilikos" (Grekisk trad.)
  - "Djef Djel" (Musik: Ale Möller – text: Ale Möller, Mamadou Sene)
  - "Dancing Tune" (Ale Möller)
2. "Minore Tis Avgis" (Musik: Spiros Peristeris – text: Minos Matsas) – 4:00
3. "Adona" (Mamadou Sene) – 3:50
4. "Jiggan" (Ale Möller) – 2:27
5. "Alagi Falou" – 5:05
  - "Alagi Falou" (Musik: Mamadou Sene – text: Trad.)
  - "Eklundapolska" (Viksta-Lasse)
6. "Yati" (Grekisk trad.) – 5:55
7. "Riti" (Mamadou Sene) – 3:29
8. "Logia" (Ale Möller) – 2:15
9. "Tokola" – 6:41
  - "Tokola" (Musik: Mamadou Sene, Ale Möller – text: Mamadou Sene)
  - "Matia San Ke Ta Dhika Sou" (Grekisk trad.)
  - "Tokhallingen" (Ale Möller)
10. "I Nostalyia" – 5:42
  - "Bratsera" (Grekisk trad.)
  - "Gånglåt" (Ale Möller)
  - "Assaman" (Musik: Ale Möller – text: Mamadou Sene, Ale Möller)
11. "Zenith" – 7:39
  - "Ali Mullah" (Ale Möller)
  - "Zenith" (Musik: Ale Möller – text: Mamadou Sene, Ale Möller)
  - "Kamomatou" (Jiannis Dragatsis)
12. "Vog/Knuter Jon" – 4:06
  - "Vog" (Senegalesisk trad.)
  - "Knuter Jon" (Svensk trad.)
13. "Rullen" (Ale Möller) – 3:05
14. "Sousa" – 4:49
  - "Polska from Transtrand" (Svensk trad.)
  - "Sousa" (Senegalesisk trad.)
  - "Pudel-pudding" (Ale Möller)

Total tid: 64:45
- Arrangemang:
- Möller (3, 5a, 6, 7, 9a, 9b, 10a, 11c, 12b)
- Möller, Dubé (2, 13)
- Möller, Dubé, Stinnerbom (1a, 1b, 5b, 14a)
- Möller, Sene (12a, 14b)

## Medverkande
- Ale Möller Band:
  - Ale Möller — mandola, flöjt, skalmeja, dragspel, munspel, sång
  - Maria Stellas — grekisk sång, zils
  - Mamadou Sene — västafrikansk sång, riti (5, 7)
  - Magnus Stinnerbom — fiddla, mandolin, gitarr, kör
  - Sébastien Dubé — kontrabas, kör
  - Rafael Sida Huizar — trummor, percussion
- Guest:
  - Mats Öberg — klavinett (1, 4, 11)